# Mike Verstraeten
Mike Verstraeten (Mechelen, 1967. augusztus 12. –) belga válogatott labdarúgó.
A belga válogatott tagjaként részt vett az 1998-as világbajnokságon és a 2000-es Európa-bajnokságon.

## Sikerei, díjai
Anderlecht
- Belga bajnok (2): 1999–00, 2000–01
- Belga szuperkupa (2): 2000, 2001